# South Park Center (Los Angeles)
O AT&T Center (anteriormente SBC Tower, Transamerica Building e Occidental Life Building) é um arranha-céu de 32 andares e 138 m (453 ft), localizado em Los Angeles, Califórnia. Construído para abrigar os escritórios e o centro de informática da Occidental Life Insurance Company, foi concluído em 1965. É o 32º prédio mais alto de Los Angeles, e foi o 2° maior (após a Los Angeles City Hall) quando foi concluído. O edifício de estilo internacional foi desenhado por William Pereira.

## História
O edifício faz parte de um complexo de 4,9 hectares, originalmente chamado de Occidental Center, que inclui um prédio de 20.900 m² (225.000 ft), um prédio de 28.000 m² (300.000 ft), três plataformas de estacionamento com 3.500 pontos, e uma parcela de 2,4 hectáres. Os três edifícios estão conectados por túneis pedestres subterrâneos.
A Canyon-Johnson Realty Advisors comprou todo o complexo em abril de 2003 por US$ 88 milhões. Depois de comprá-lo, eles converteram o edifício menos ocupado em apartamentos abaixo da taxa de mercado. Em setembro de 2006, a Transamerica assinou um contrato de US$ 75 milhões para manter seus escritórios no prédio. Em 2007 a 2008, passou por uma renovação de US$ 35 milhões. O andaime foi colocado em torno da coroa do edifício, os painéis metálicos foram substituídos e o espaço de escritório foi atualizado.